# M2ブラッドレー歩兵戦闘車
M2ブラッドレー歩兵戦闘車（M2ブラッドレーほへいせんとうしゃ、M2 Bradley Infantry Fighting Vehicle）は、アメリカ合衆国で開発された歩兵戦闘車（IFV）である。
当項目では派生型の騎兵戦闘車型（M3 ブラッドレー）およびその他の派生型についても記述する。

## 開発
1930年代後半から、アメリカ陸軍は装甲兵員輸送車の必要性を認め、第二次世界大戦中にはM3ハーフトラックなどが運用されたが、大戦の終結後には敵がVT信管と同じタイプの兵器を使用する可能性が懸念され、乗員の頭上を装甲防御する新型のAPCの開発が進められることとなり、1950年代からM75装甲兵員輸送車やその後継のM59装甲兵員輸送車が配備された。
しかし、核戦争の脅威が現実的なものとなると、ソ連軍が戦争で使用するであろう放射性兵器に対して、砲手が露出するタイプの車両は脆弱であると考えられるようになり、1958年には砲塔を備えた本格的なIFVの開発が求められるようになった。だが、西ドイツ、フランス、ソビエト連邦に比べると、その開発は遅々たるものであった。1954年には、フランス陸軍がAMX-VCI装甲兵員輸送車に実験的に20mm機関砲を搭載し、1950年代後半には、西ドイツが世界初の歩兵戦闘車であるラングHS.30を開発・配備していた。アメリカ陸軍もこれらの影響を受けて開発を加速し、1965年より、MICV-65（Mechanized Infantry Combat Vehicle 1965）計画を開始した。なお、当時進められていたMBT-70計画になぞらえて、この計画はMICV-70と呼ばれることもあった。
MICV-65計画のもとでは、M109 155mm自走榴弾砲をもとにパッカー社が開発したXM701と、M113装甲兵員輸送車をもとにFMC社が開発したXM734が試験されていた。この試験ではパッカー社のXM701が勝利したが、結局、アメリカ空軍が新しく主力としたC-141輸送機で輸送できないことが判明して、採用はされなかった。一方、XM734が退けられたFMC社はさらに開発を続け、1967年にはM139 20mm機関砲を搭載するとともに車体にも小改正を施したXM765を発表したが、XM765もやはりアメリカ陸軍の試験を合格できなかった。
そして、1967年にソ連が開発したBMP-1が公開されて、アメリカ陸軍に大きなショックを与えた。BMP-1は、2A28 73mm低圧砲と9M14対戦車ミサイルの重武装を備え、また、歩兵を兵員室に収容して放射能や生物・化学兵器から守りつつ（NBC防護）、ガンポートから小銃を射撃して戦えるように設計されていた。アメリカがMICV-65計画で乗車戦闘能力を重視する一方で、ドイツとフランスの同種車両にはまだその種の能力が備わっていなかったことから、これは、アメリカ陸軍がとくに感銘を受けた点であった。ソ連が既に乗車戦闘能力と重武装を備えた歩兵戦闘車を実用化しているのに対して、アメリカ陸軍のMICV-65は依然として計画段階に留まっており、実用化の目途は立たずにいた。

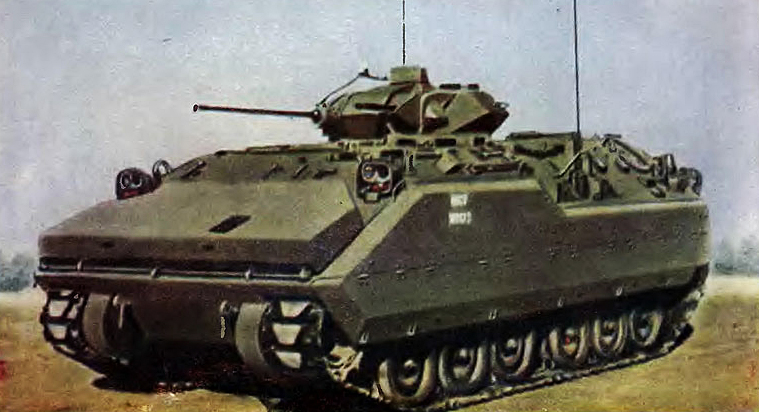
XM723歩兵戦闘車。M2以前のプロトタイプのひとつである

1972年、アメリカ陸軍はMICV-65計画の失敗を踏まえて、新しい歩兵戦闘車の開発計画を発表し、FMC社はこれに対してXM723を提示した。XM723は、海兵隊向けのAAV7水陸両用装甲兵員輸送車をベースにしており、重量21トン、ソ連の標準的な車載機関銃であるKPV 14.5mm重機関銃に耐えられる装甲を備え、3名の乗員と8名の歩兵を輸送できた。XM723は当初、M139 20mm機関砲を備えた1名用砲塔を搭載していたが、1976年、これは、M242 25mm機関砲とBGM-71 TOW対戦車ミサイルを備えた2名用砲塔に換装され、この改正型はMICV TBAT-IIと呼ばれるようになった。また、車内では標準的なM16自動小銃では長すぎて扱いづらいことから、乗車戦闘専用の小銃として、M231 FPW（Firing Port Weapon）の開発も進められた。
この時期、歩兵部隊が歩兵戦闘車を要請していたのと同様、戦闘偵察部隊（「騎兵（Cavalry）」は伝統呼称）も新しい偵察戦闘車（アメリカ陸軍では「騎兵戦闘車(Cavalry Fighting Vehicle(CFV)」の車種名称を与えている）を必要としていた。このことから、XM723と同時に、軽量の装甲偵察車の要求がなされ、M139 20mm機関砲を搭載したXM800装甲偵察車が開発された。しかし、XM800計画で提示された2つの案はいずれも期待外れで制式採用には至らなかったことから、1975年、装甲偵察車の計画はMICV計画と合流することとなった。
1977年、MICV TBAT-IIはXM2と改名され、その装甲偵察車型はXM3と呼ばれるようになった。1977年、議会はこれらの車両の能力に疑問を抱き、一時的に予算を差し止めたものの、陸軍は、コストと開発期間の不足を訴えてXM2/3計画の推進を主張し、1978年10月、議会は陸軍の主張を受け入れた。1979年12月、XM2/3は最終試験に合格して制式化され、1980年2月1日、量産が認可された。M2/3は、第二次大戦のヨーロッパ戦線で活躍したオマール・ブラッドレー元帥にちなんで、ブラッドレーと命名された。
1980年に量産が認可されて以降、1994年までにIFV/CFVの2種で総数6,724両が生産された。アメリカの兵器製造委託企業ユナイテッド・ディフェンスが製造を請け負っていたが、2005年にユナイテッド・ディフェンスを買収したBAE システムズ・ランド・アンド・アーマメンツで製造と改修がなされている。なお、平均単価は317万USドルである。

## 設計
基本となった"M2 IFV"は、固有乗員と下車戦闘兵員の合計9名を搭載できる輸送能力と共にM242 25mm機関砲とBGM-71 TOW対戦車ミサイルを搭載している。初期型のM2には車体左右側面および車体後面に兵士が乗車戦闘を行うためのガンポートが設けられており、このガンポートは単純な蓋付きの銃眼ではなくボールマウント式の高度なものとなっていたが、後に装甲強化のため廃止された。
設計における主要目的の一つが、M1エイブラムス主力戦車に随伴可能なスピードを維持できることであったため、走破性能は非常に優れている。開発時には車両個別の渡河能力が重視されていたため、波切板と防水スクリーンを展開する方式の水上航行能力が備えられていたが、運用開始後にはアメリカ軍の戦術思想の変化により「戦闘車両に高度な渡河能力を付与する必要はない」とされたため、装甲強化型では波切板は廃止され、防水スクリーンもその後の改良型で廃止されている。
1982年に採用された初期量産型のM2（M2A0）では、C-141輸送機での輸送が可能であることも必要条件であった。その後の改良で重量が増加したこともあり、1988年に採用されたM2A2においてはC-141の後継であるC-17戦略戦術輸送機での輸送可能であることが必要条件となった。
湾岸戦争での実戦経験を経て、後に装甲の強化など大幅に改良されたM2A1、M2A2が登場した。M2A2からは戦場での生存性を高めるために“アップリケ装甲”と呼ばれる装甲が追加され、必要に応じて爆発反応装甲の装着が可能なように改善されており、これらは徹底した試験と評価を経て採用され、イラク戦争に実戦参加した。M2A3では重量も33トンに達し、航続距離は402kmへと短くなっているが、搭載兵員数が6名から7名に増えるなど、車体も再設計された。

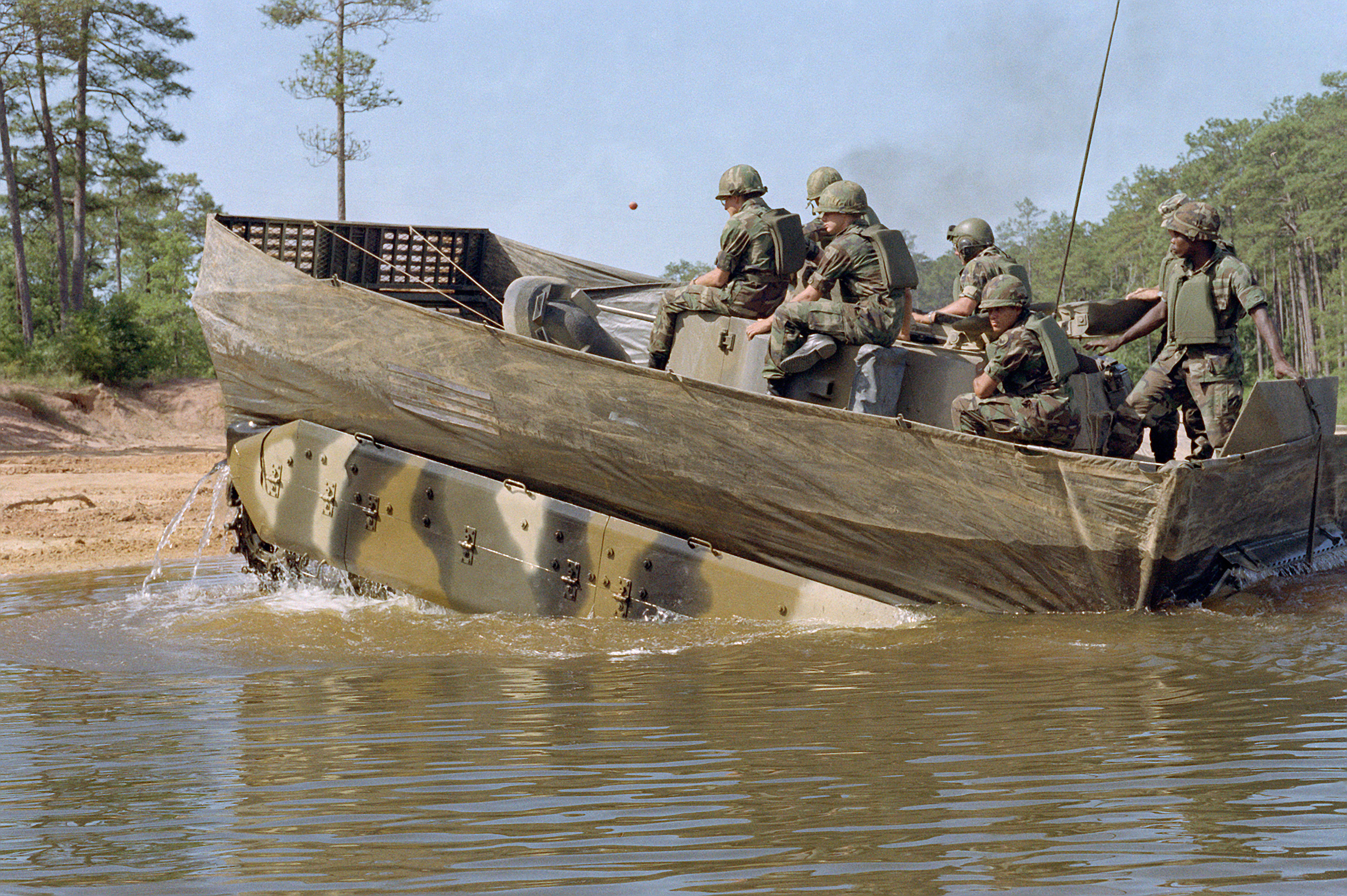
開発時のテストにおいて防水スクリーンを展開して水上航行のテストを行っているM2 （1982年の撮影）
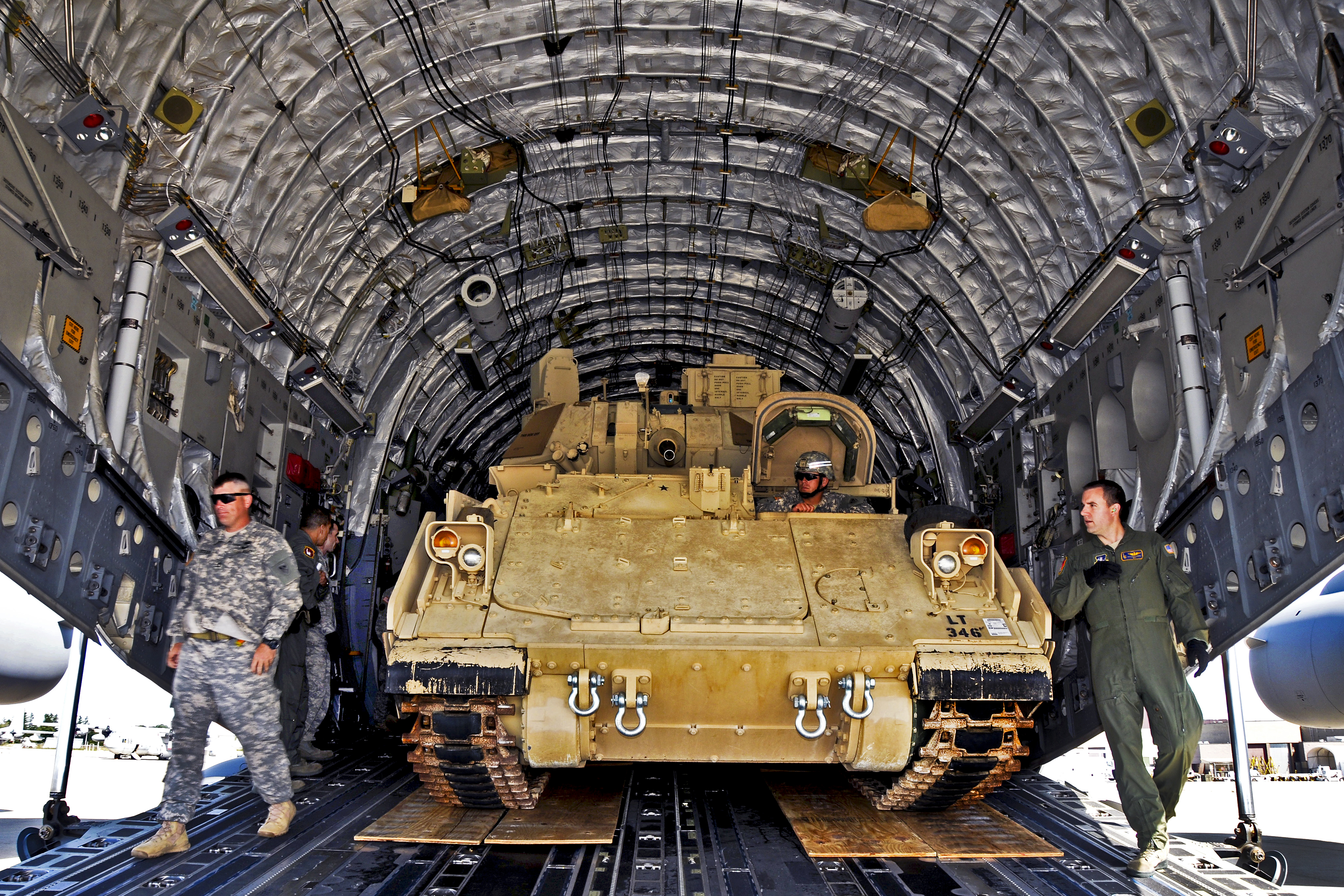
C-17輸送機への積込作業を行っているM2 （2012年の撮影）

### 車体・走行系
アルミニウム合金（Al, Mg, Zn）の全溶接の装甲に履帯を備えた車体に、カミンズ製VTA-903 ディーゼルエンジン（500馬力）と662リットルの燃料を搭載して、最大速度65km/h、航続距離480kmという性能である。改修による重量増を補うためエンジンや走行装置は逐次強化がなされている。
車体及び砲塔は防弾アルミニウムの溶接構造で、重要な部分は空間装甲（スペースド・アーマー）とされた上、砲塔の防盾基部は防弾鋼板製、車体前部下面はアルミ装甲の上に防弾鋼板が追加されている。また、車体側面と後面はアルミに防弾鋼板を空間装甲の構造で組み合わせた"空間積層装甲(Spaced Laminate Armor)"という構造になっている。
特徴としては防弾鋼板を補助的に使用しつつも防弾アルミニウムを全面に使用して全体の軽量化に成功したことであるが、これが欠点の一つとして挙げられることもあり、アルミニウムは成形炸薬弾（HEAT）に対して脆弱であり、弾薬の搭載量が多いことから被弾貫通後の引火・爆発炎上の危険性が高いとして実際の生存性は設計上の想定ほどには高くないとして開発時に問題とされ、量産型では装甲防御と内部配置が見直されている。
車内は右前部がエンジン室、左前部に操縦士が座り、車体中央の砲塔には右に車長、左に砲手が位置し（A2型以降は）後部空間内に下車戦闘する歩兵6名がほぼ互い違いに前後を向く5名と左の壁に背を付け右を向く1名とやや変則的に座乗する。

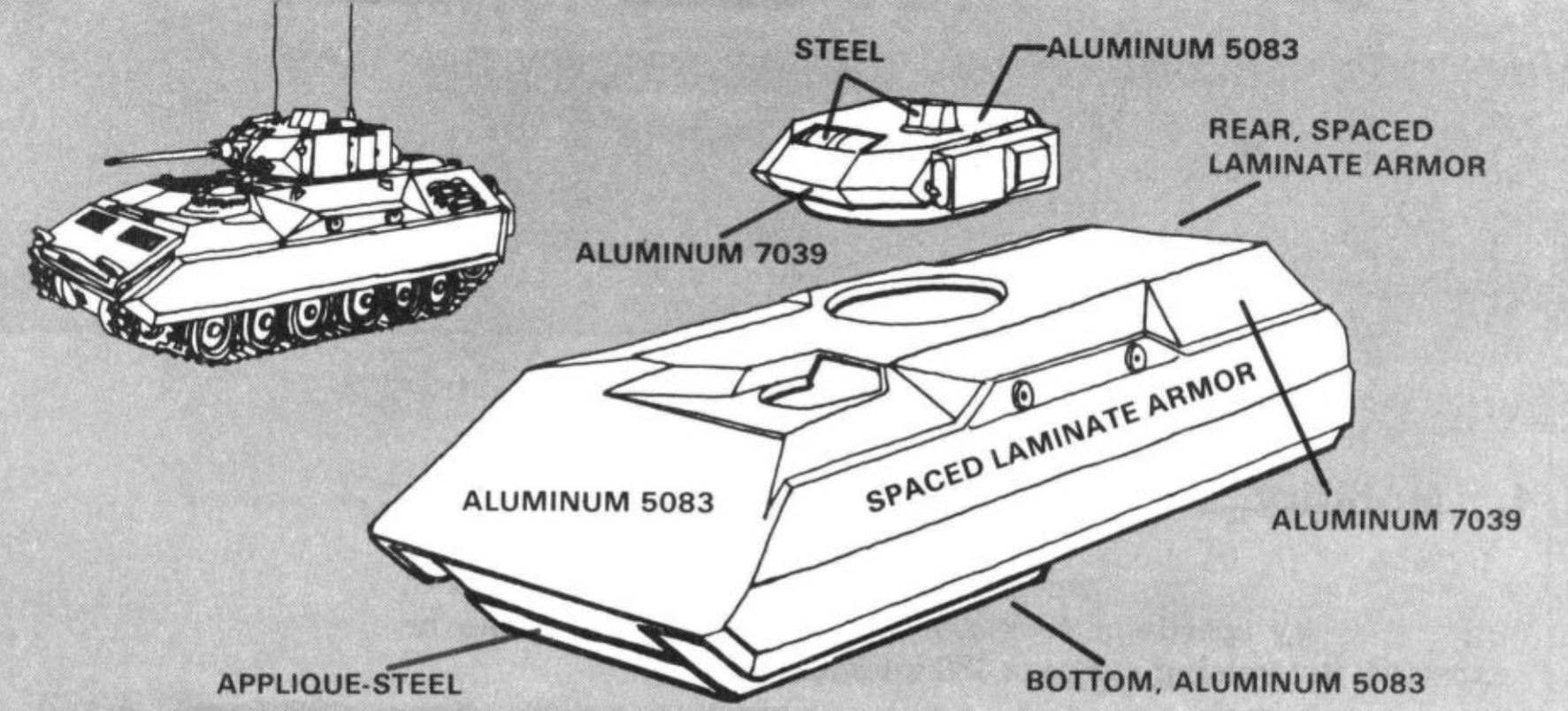
車体と砲塔の装甲の構成を示した図 (FM7-7J Mechanized Infantry Platoon and Squad (Bradley) 1986)
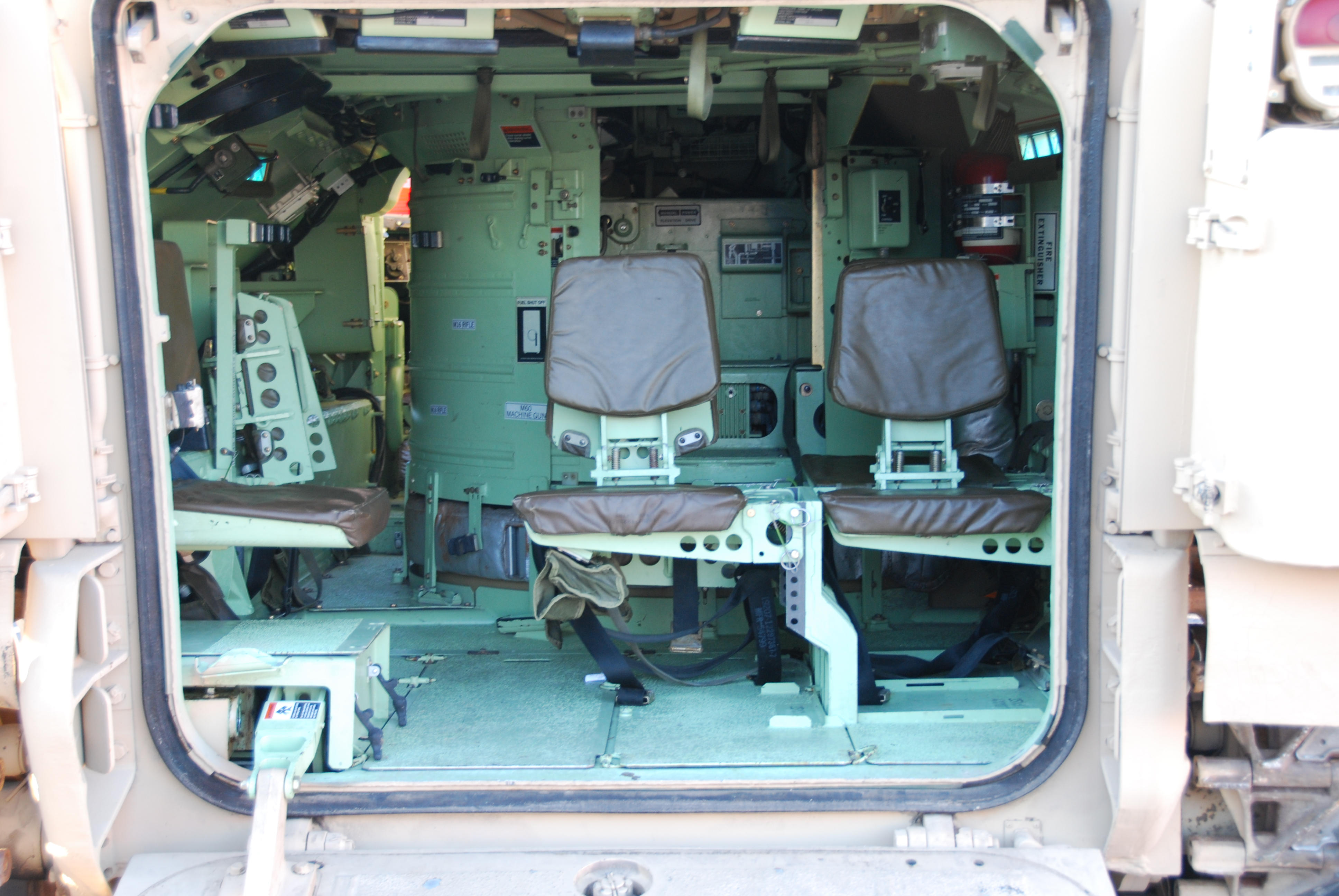
後面ハッチより見た兵員室内部

### 固有武装

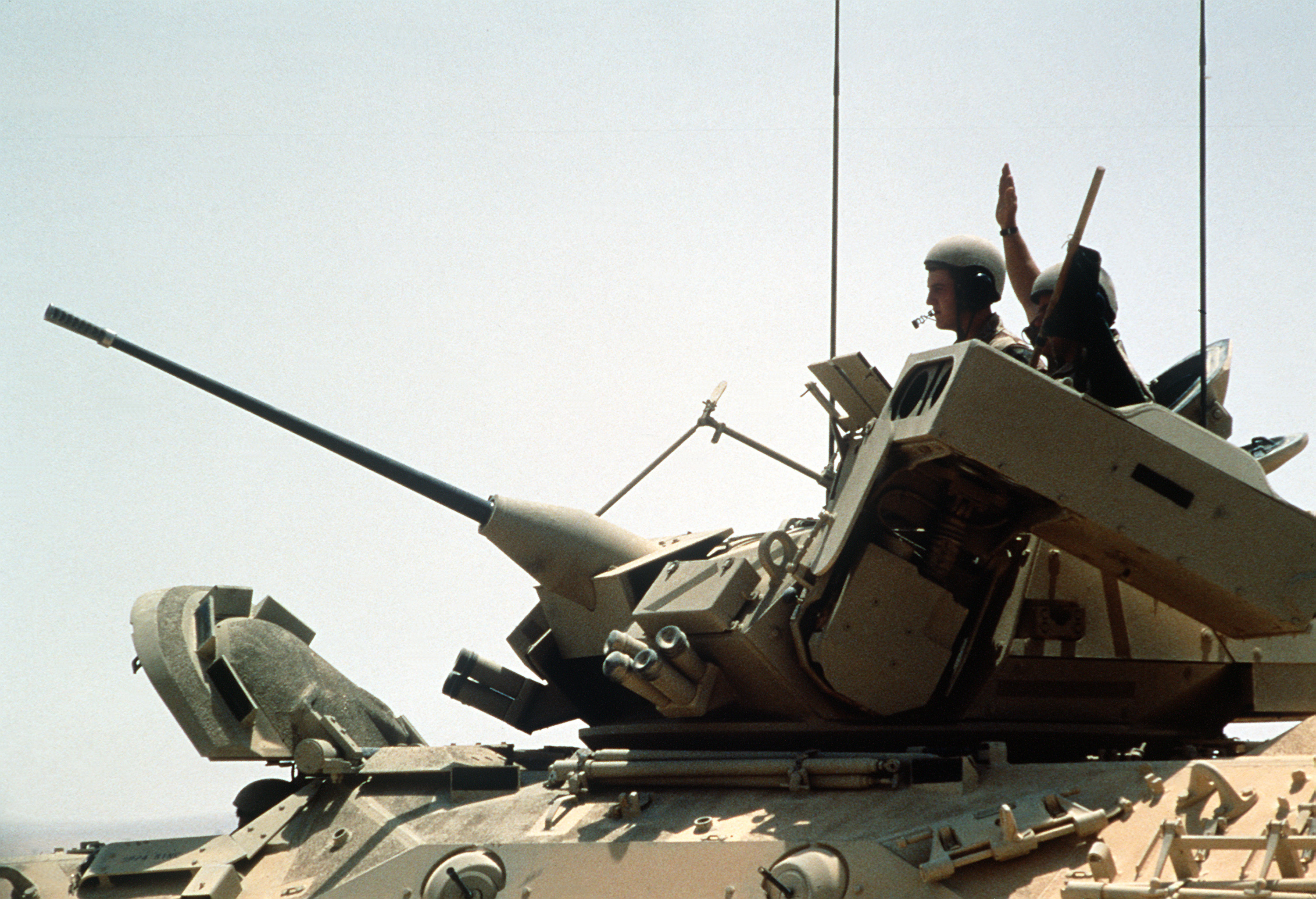
25mm機関砲とTOW対戦車ミサイル2連装発射機。砲塔下の車体側面上部にある円形のものがガンポートで、そこから突き出しているのはM231 FPWの銃身である。

M242 25mm機関砲
M242 87口径25mm機関砲は、毎分約200発の連射が可能で、射角+60°~-10°、有効射程2.5kmで、単発/毎分100発/毎分200発が切り替えられる。
弾種：徹甲弾APDS-T、榴弾HET-T。
弾数：900発（IFV）、1,500発（CFV）。
BGM-71 TOW対戦車ミサイル
M242 25mm機関砲砲塔左側にTOW対戦車ミサイルの2連装発射機を搭載。最大射程は3,750m。重装甲車両に対する攻撃が可能になっている。
弾数：発射機内2発+予備3発。
M240C 7.62mm機関銃
M240C 7.62mm機関銃は、M242 25mm機関砲の右側に同軸に備える。
弾数：2,200発（IFV）、9,460発（CFV）。
M231 5.56mm FPW
車体左右側面および後面各2箇所、計6基のガンポートより射撃するための小銃。
本車専用に開発されたM16自動小銃の派生型で、銃身が短縮されているほか
ガンポートに固定して使用することから、照星・銃床も省かれており曳光弾とその弾幕により照準を行う。
装甲強化に伴う側面ガンポートの廃止以後は装備が縮小され、限定的にしか搭載されていない。

### 乗車歩兵
アメリカ陸軍では、4両のIFVで機械化歩兵小隊を組み、M1戦車とIFVに随伴して下車した歩兵分隊チームが互いの弱点を補いながら戦闘に臨む体制をとっている。
M2A2型以降では、各車両ごとに下車戦闘する歩兵分隊6名が搭乗しており、分隊の計24名に加えて機械化歩兵小隊の小隊長でもあるIFVの1号車の車長が下車して戦闘指揮を行うことが多く、同様に他の3両の車長も下車する。IFVの車長が欠けた4両のIFVは、それぞれ残る2名の内、砲手が車長代行となり、予備砲手が砲手を務める。
下車戦闘歩兵の27名は9名ずつ3つの歩兵分隊となり、3名の元車長が分隊長となって戦う事になる。

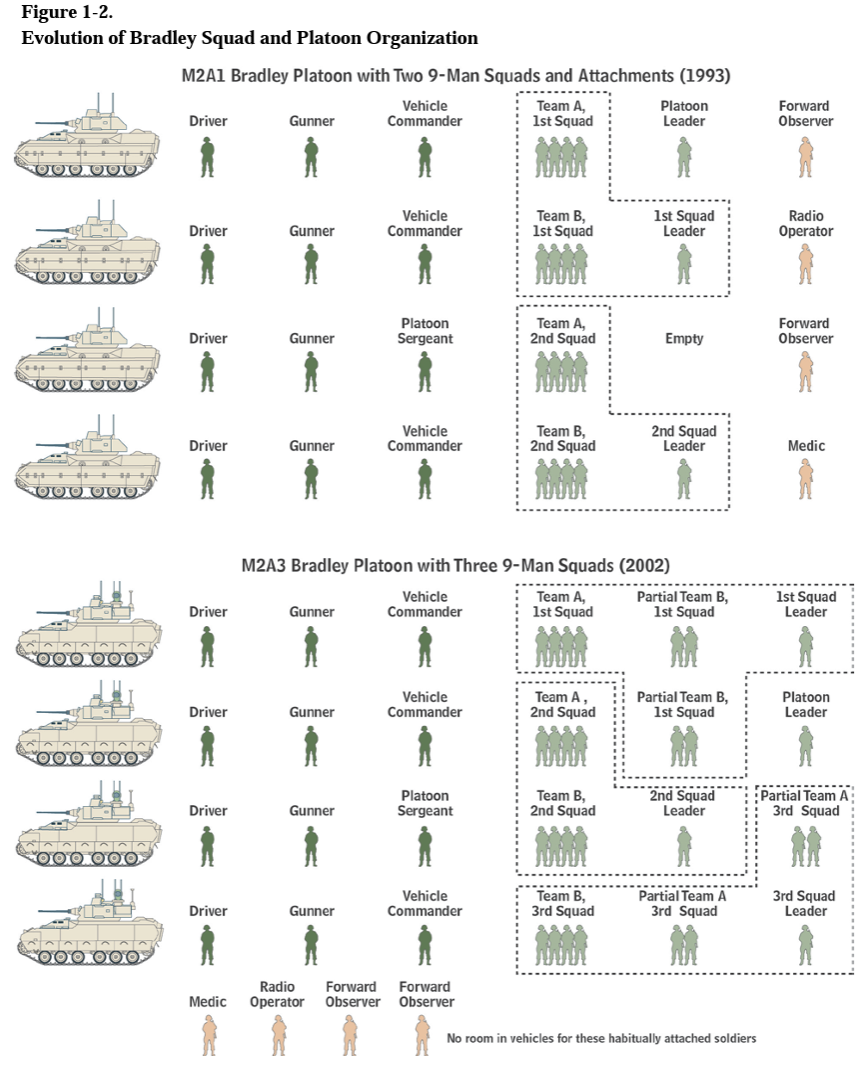
M2を装備する機械化歩兵小隊および分隊の構成と分隊編制を示した図 M2A1装備の編制(上)とM2A3装備の編制(下)の変化と発展を示したもの (FM 7-7J, Appendix A , 7 May, 1993 / FM 3-21-7, Appendix A, August 20, 2002.)
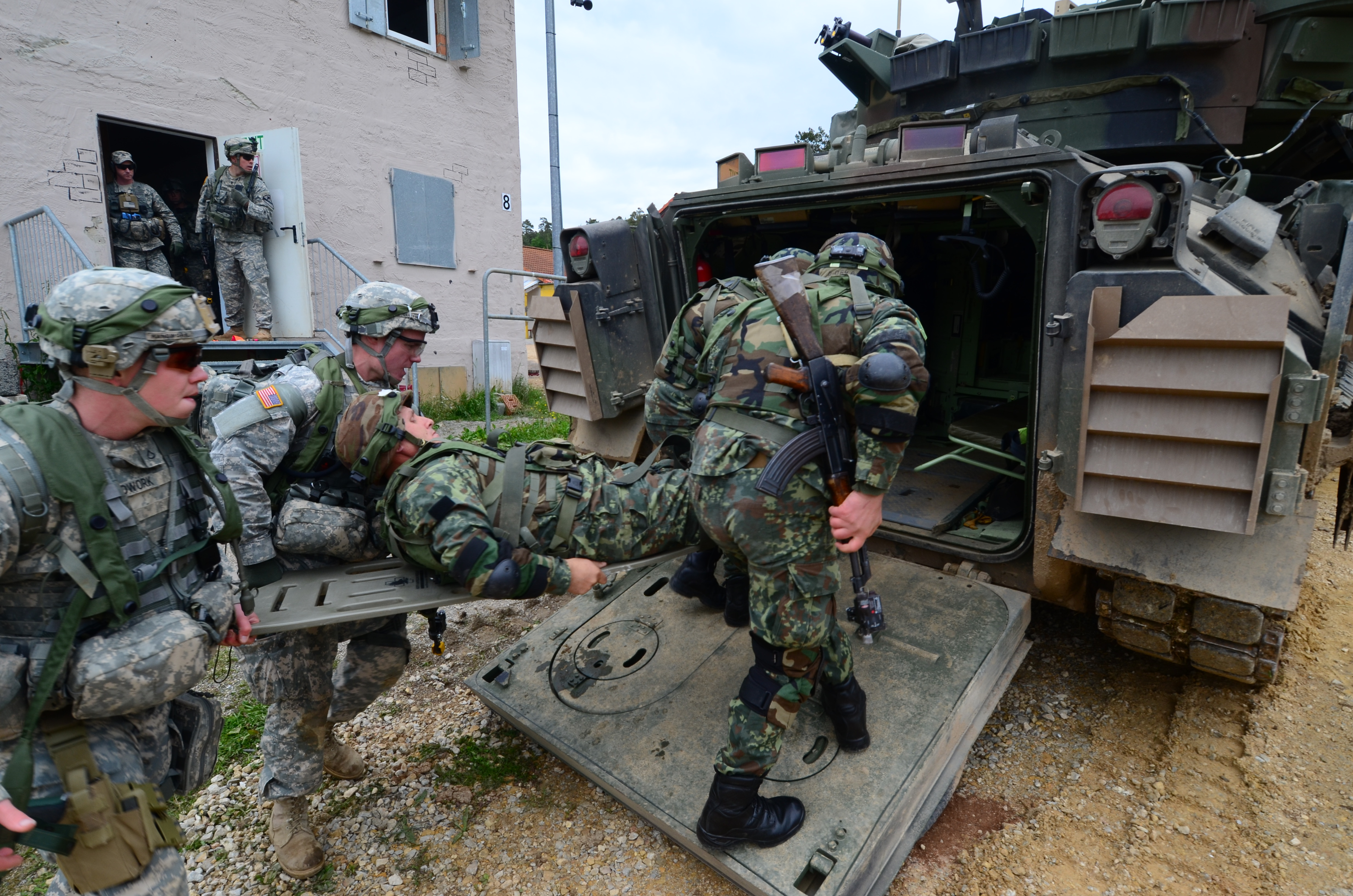
演習において負傷者役をブラッドレーの車内に収容するアルバニア陸軍と欧州米陸軍の兵士 （2014年5月17日撮影）

## 比較
|          | M2ブラッドレー           | ウォーリア           | 89式                      | Strf 90            |
| -------- | ------------------------ | -------------------- | ------------------------- | ------------------ |
| 画像     |                          |                      |                           |                    |
| 全長     | 6.55 m                   | 6.34 m               | 6.8 m                     | 7.0 m              |
| 全幅     | 3.60 m                   | 3.03 m               | 3.20 m                    | 3.42 m             |
| 全高     | 2.98 m                   | 2.78 m               | 2.50 m                    | 2.75 m             |
| 重量     | 30.4 t                   | 24.5 t               | 26.5 t                    | 27.6 t             |
| 最高速度 | 66 km/h                  | 75 km/h              | 70 km/h                   | 70 km/h            |
| 乗員数   | 3名+兵員6名              | 3名+兵員7名          | 3名+兵員7名               | 3名+兵員7名        |
| 主武装   | 87口径25mm機関砲×1       | 81.3口径30mm機関砲×1 | 90口径35mm機関砲×1        | 70口径40mm機関砲×1 |
| 副武装   | 7.62mm機関銃×1 TOW ATM×2 | 7.62mm機関銃×1       | 7.62mm機関銃×1 79式 ATM×2 | 7.62mm機関銃×1     |

|          | ASCOD                                                | K21                        | プーマ                         | T-15                     |
| -------- | ---------------------------------------------------- | -------------------------- | ------------------------------ | ------------------------ |
| 画像     |                                                      |                            |                                |                          |
| 全長     | 6.24 m                                               | 6.90 m                     | 7.40 m (防護レベルC)           | 不明                     |
| 全幅     | 3.64 m                                               | 3.40 m                     | 3.70 m (防護レベルC)           | 不明                     |
| 全高     | 2.43 m                                               | 2.60 m                     | 3.10 m (防護レベルC)           | 不明                     |
| 重量     | 28 t                                                 | 25.0 t                     | 41.0 t (防護レベルC)           | 55 t                     |
| 最高速度 | 72 km/h                                              | 70 km/h                    | 70 km/h                        | 65–70 km/h               |
| 乗員数   | 3名+兵員8名                                          | 3名+兵員9名                | 3名+兵員6名                    | 3名+兵員9名              |
| 主武装   | 82口径30mm機関砲×1                                   | 70口径40mm機関砲×1         | 82口径30mm機関砲×1             | 80.5口径30mm機関砲×1     |
| 副武装   | 7.62mm機関銃MG3×1(ピサロ) 7.62mm機関銃MG74×1(ウラン) | 7.62mm機関銃×1 AT-1K ATM×2 | 5.56mm軽機関銃 スパイク-LR ATM | 7.62mm機関銃 9M133 ATM×4 |

## 運用史
湾岸戦争では、M1エイブラムスよりも多くのイラク軍車両を破壊したが、12両のブラッドレーが損傷し、20両が失われた。敵の砲火で失われたのは3両で、友軍による誤射が最も多かったことを受け、赤外線識別パネルの追加と識別マーキングを施された。
イラク戦争やその後の占領下では、RPG-7（ロケット推進擲弾）や即席爆発装置（IED）による攻撃を頻繁に受けている。RPGやIEDによる攻撃のみなら完全な破壊には至らないので、車体を犠牲にして乗員は難を逃れるという方針があるものの、死者の数が増えていることも事実である。
アメリカ陸軍ではこの他、1990年代半ば以降、ボスニア派遣軍でブラッドレーが使用されており、2006年の時点で損失したブラッドレーの数は55両である。
2022年ロシアのウクライナ侵攻ではウクライナ軍に供与された車両がロシア軍によって撃破されたことが確認されている。
同戦争にて、2023年7月辺りにウクライナ軍が配備する一両のブラッドレーがロシア軍の2両のT-72戦車を一回の戦闘で撃破した事が報告されている。
2024年1月、アウディーイウカの北にあるステポべ付近で、ウクライナ軍第47独立機械化旅団の2両のブラッドレーが、ロシア軍の最新鋭戦車、T-90Mを撃破したドローン映像とされる動画が公開されたが、これは主武装の25mm機関砲にてT-90Mの光学照準機器を破壊し、その後ウクライナ軍のドローン攻撃で撃破されたものである。
他にもロシア軍が運用するT-80、BMP-2、BTR-82等の装甲戦闘車、MT-LBと言った装甲車を撃破した事が報告されている。

## 後継計画
ブラッドレーの後継計画は持ち上がっては頓挫を繰り返してきた。1980年代にも戦闘車両の大規模なファミリー化更新を志向した「ASM計画」が始動するが、1992年にキャンセル。その後もポスト冷戦時代の米陸軍の装備・運用体系の一新を企図した大プロジェクト「フューチャー・コンバット・システム（FCS）」の一環でXM1206歩兵戦闘車が開発されていたが、2009年にFCS計画は中止。後継プロジェクトとして、次期IFVをベースモデルに「GCV計画」が立ち上がるが、これも2014年にハイブリッド動力など要素試作段階で計画中止（部分的成果は、M113装甲兵員輸送車の後継に採用されたAMPVにフィードバック）。国防省は波及影響が大きすぎる統一ファミリー車両の方針を改め、「NGCV計画」では個別の装甲戦闘車両の開発にシフト、IFVには「OMFV計画」があてられたが、2021年には試作車の契約段階に到って応札がジェネラル･ダイナミクス（GDLS）1社のみという事態に、要求事項そのものの不備が指摘され1から仕切り直しとなった。2023年にOMFVにはGDLSが単独で、オシュコシュは韓国のハンファと、ポイントブランクはKeshik Mobile Power Systemsと、英国のBAEはイスラエルのエルビットと、ドイツのラインメタルはL3ハリス、テキストロン、レイセオン、アリソンと、それぞれ共同で入札に参加した。米軍は選定の結果、最終候補にGDLSとラインメタルの2社を選定すると共に、今回こそ採用の意気込みを表してか、試作車の完成を待たず仮制式名を「XM30機械化歩兵戦闘車」と決定した。

## 各型および派生型
主要な車種として、M2 ブラッドレー歩兵戦闘車（IFV）とM3 ブラッドレー騎兵戦闘車（CFV）の2つのファミリーがあり、これらは同一の基本車体（シャーシ）を使用しているが、細部の装備などが異なっている。また、対空型や車台の他への利用もある。

### M2ブラッドレー歩兵戦闘車

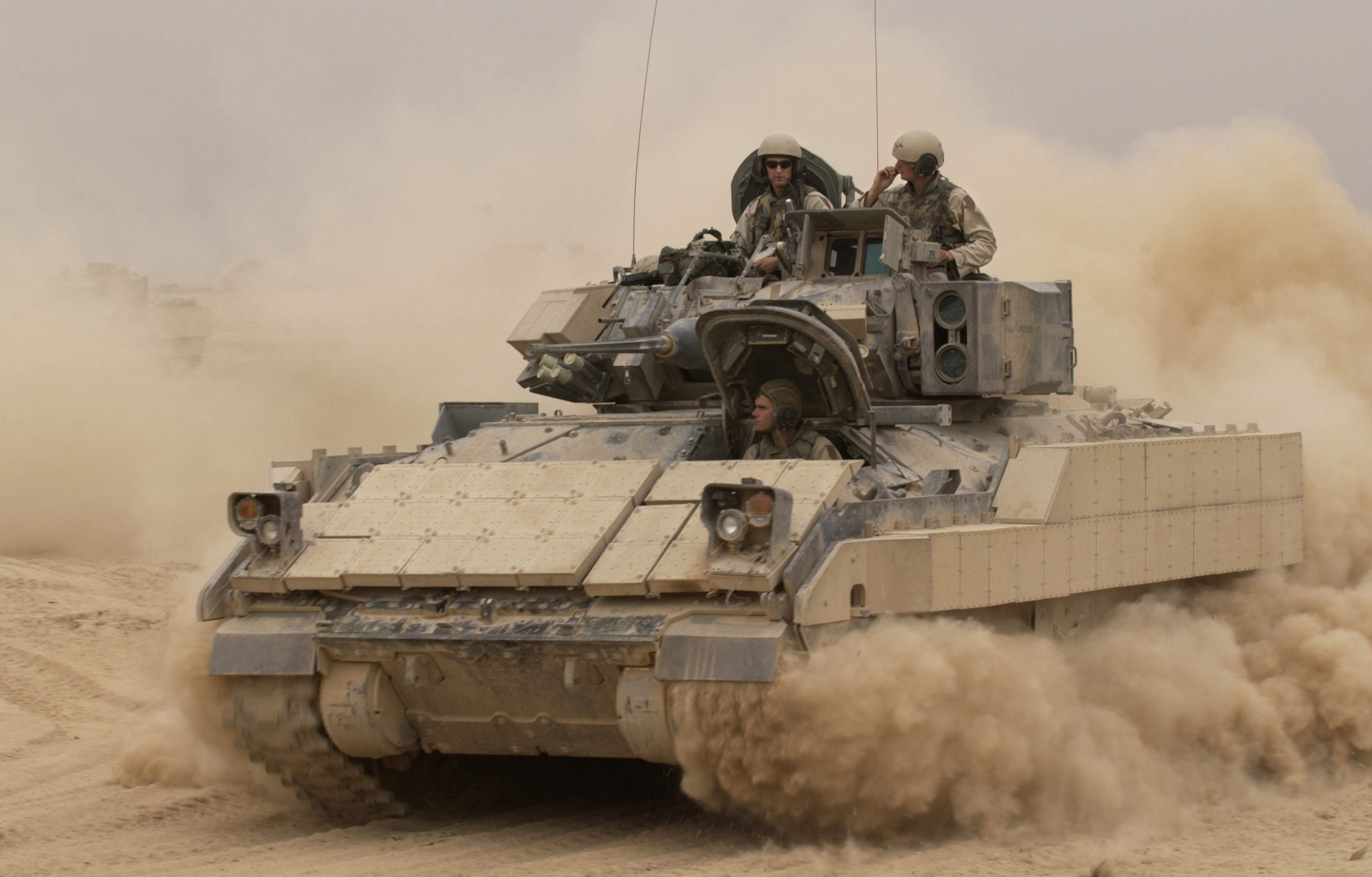
M2A3 ブラッドレー

基本の歩兵戦闘車（IFV）型で、3名の固有乗員に加えて下車戦闘する歩兵分隊6名が完全武装で搭乗できる。

### M3ブラッドレー騎兵戦闘車

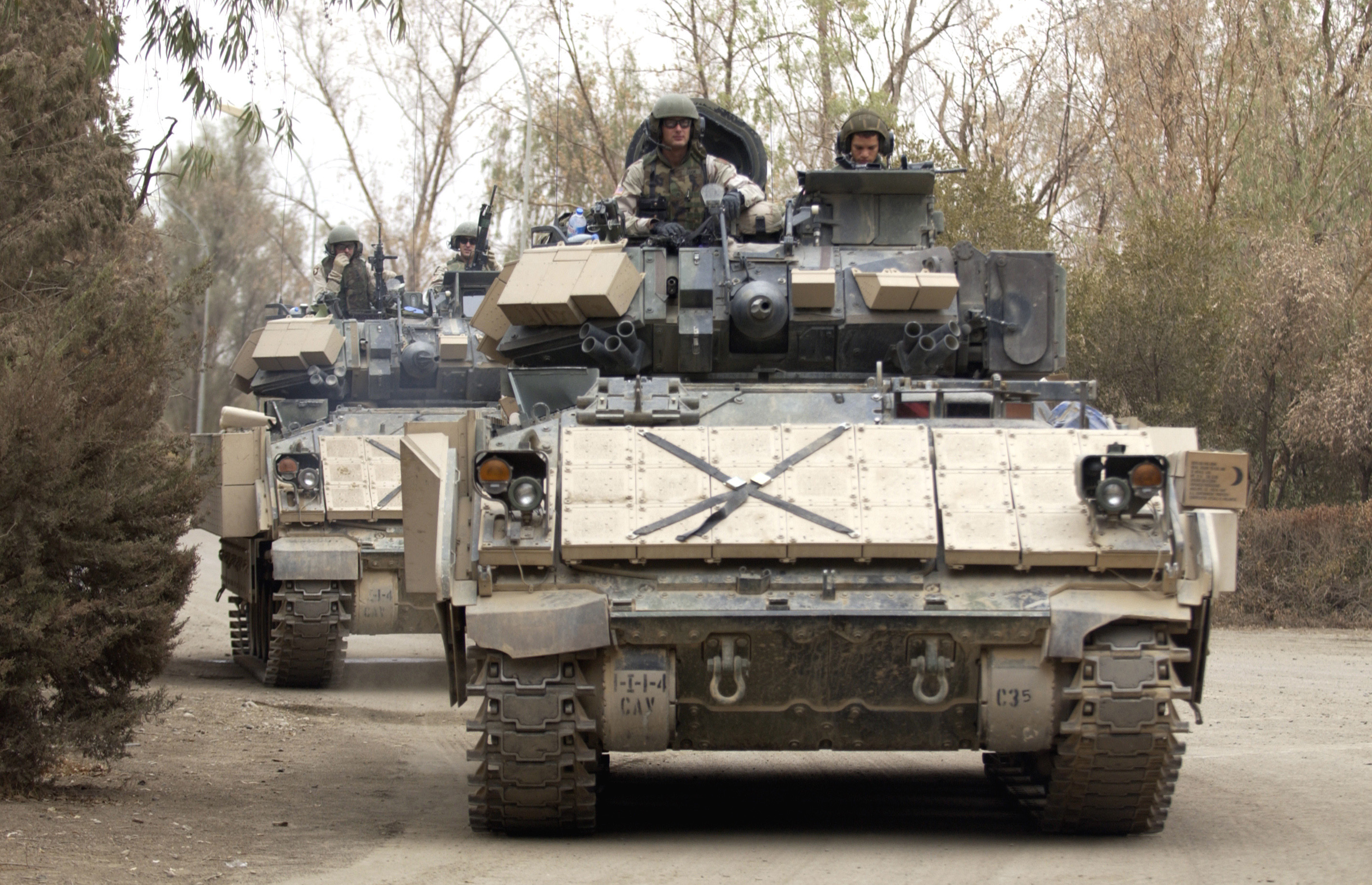
M3A3 ブラッドレー

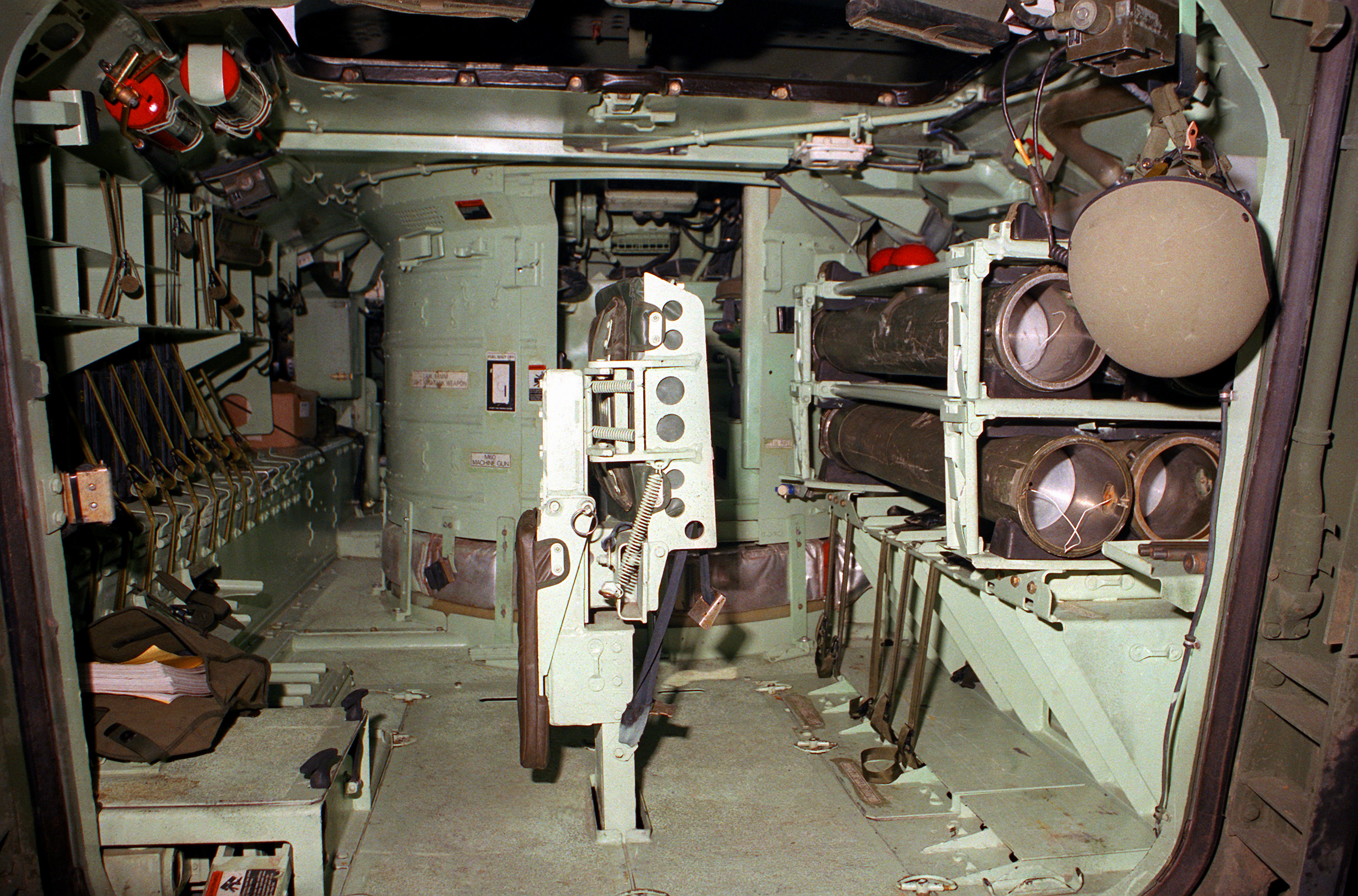
M3の兵員室
中央にのみ座席がありそれ以外の場所には弾薬が積載されている

機甲部隊、および機械化部隊で偵察に用いられる騎兵戦闘車（偵察戦闘車）型で、3名の固有乗員に加えて偵察チーム2名が搭乗する。
IFV型よりも多量の予備弾薬を搭載しており、追加の無線装備や各種対戦車ミサイル（BGM-71 TOW・ドラゴン・ジャベリン）が搭載可能である。歩兵を乗車させないため、ガンポートは装備されていない。開発当初は偵察用のオートバイとその予備燃料を搭載する予定であったが、車内に大量のガソリンを搭載することによる脆弱性の懸念が示され、オートバイの搭載は開発段階で中止されている。
なお、M3騎兵戦闘車の主砲には30mm機関砲も予定されており、就役後に換装されるという情報もあった。このため、1980年代初期に書かれた書籍などでは、M3の主武装を30mm機関砲装備と記述しているものもある。また、開発当初は歩兵戦闘車型の“ブラッドレー”とは別の愛称が予定されていたが、最終的には別個の名称は与えられなかった。

### 改良型

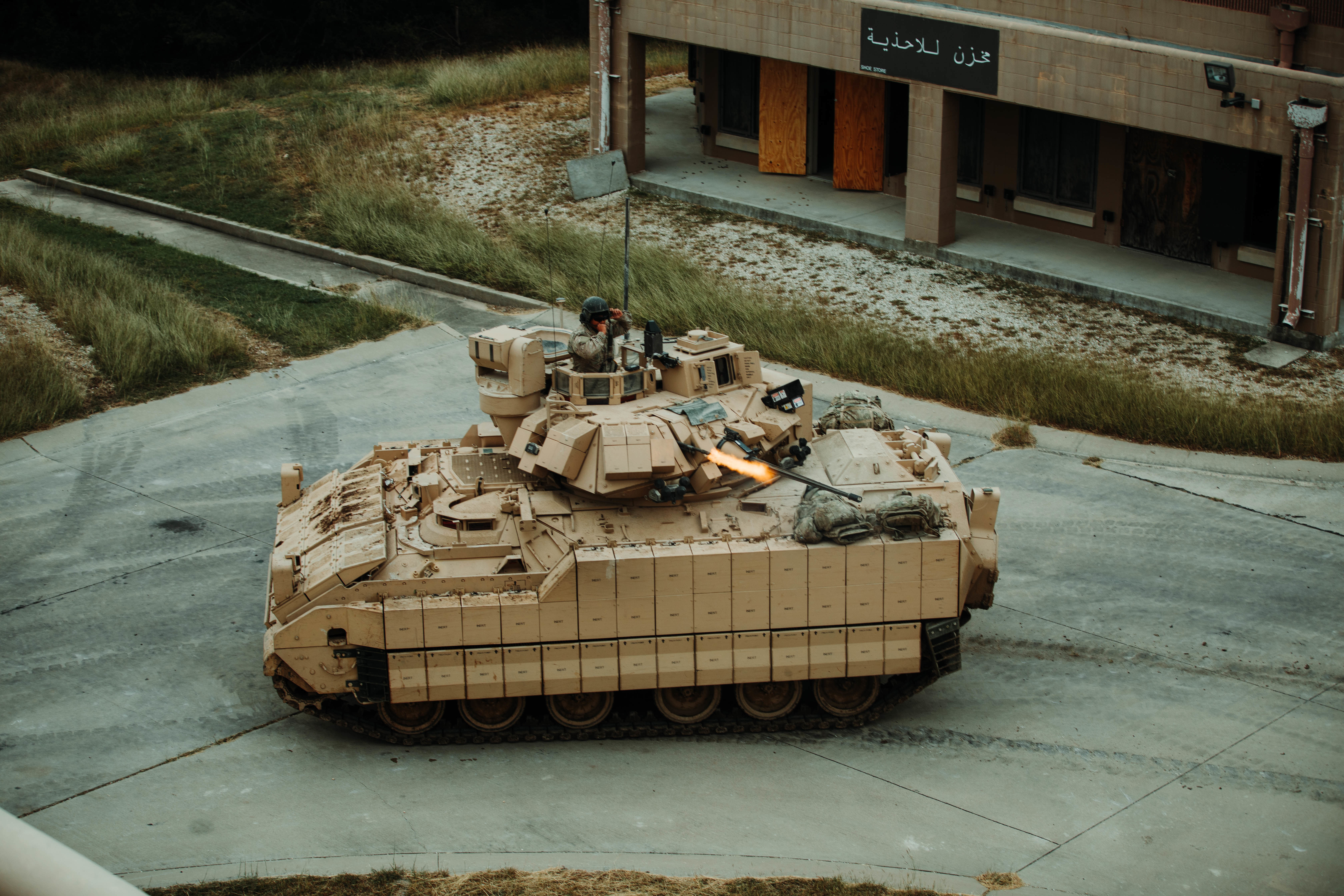
M2A4

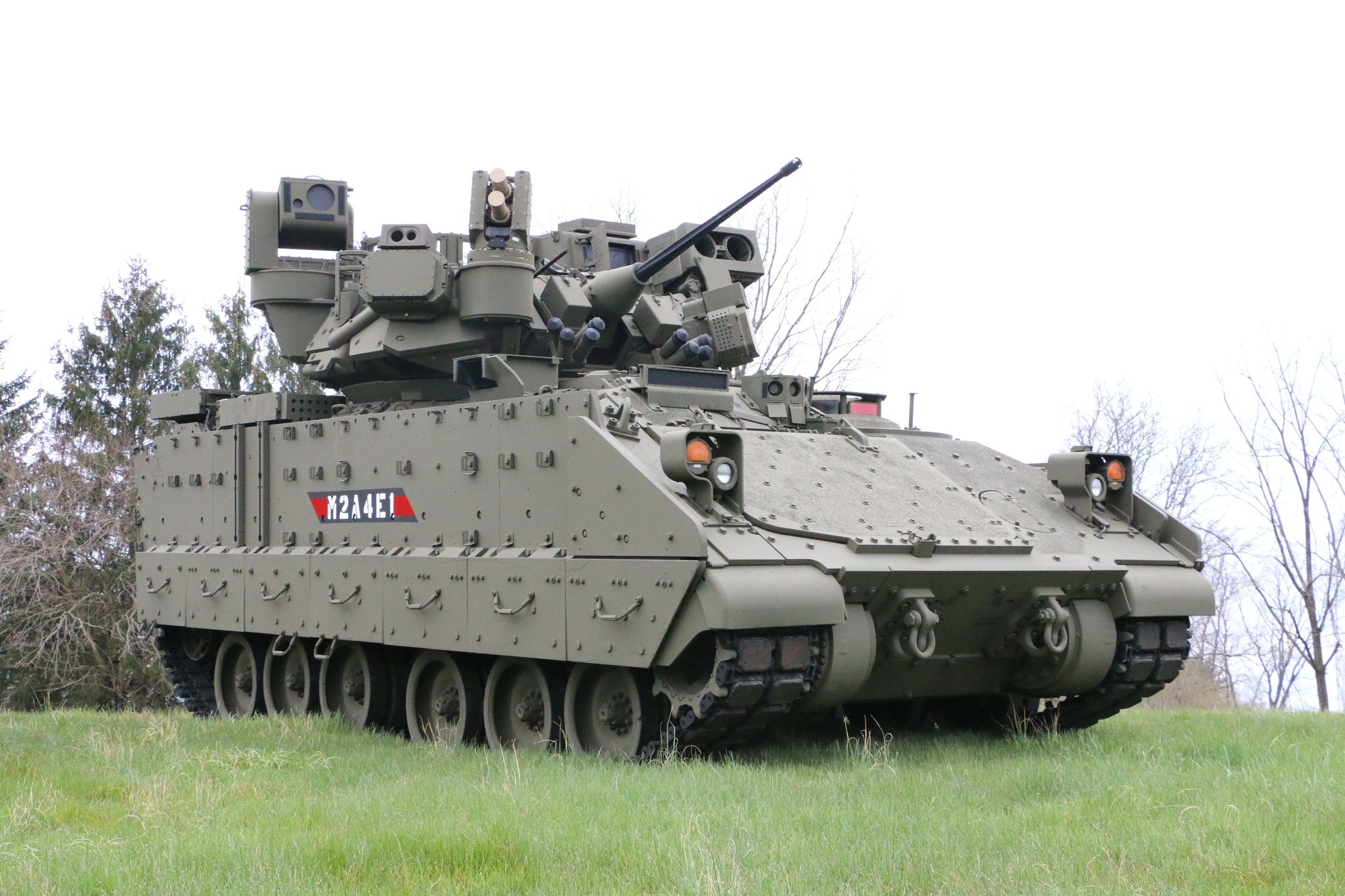
M2A4E1。主砲右にアイアンフィストの迎撃体発射機

M2A0 - M3
1982年に採用された、シリーズの基本となった初期量産型である。兵士6名が乗車可能。赤外線画像処理装置とM242 ブッシュマスター機関砲の照準器を統合したシステムが標準装備された。
全長6.45m、全幅3.2m、全高2.97m、戦闘重量22.7トン。
M2A1 - M3A1
1986年に採用された。乗車兵員の定員は7名となった。
対戦車ミサイルをTOW IIに換装し、消火システムなど防御力を意識したシステムを導入。NBC排ガスフィルターも装備された。
M2A2 - M3A2
1988年に採用された。エンジンの出力向上やサスペンションの改良を受け、弾庫の改善や防弾ライナーと爆発反応装甲の追加など防御が大きく改善された。防弾鋼板が最大で25mm、エンジンも強化され600馬力となった。搭乗可能な兵士数は再度6名に変更されている。
-A2より車体左右側面のガンポートは廃止・撤去されており、車体前面上部にあった波切板が廃止されている（車体上面外周に収納される防水スクリーンは引き続き装備されており、水上航行能力は残されている）ために車体正面のレイアウトが変化しており、-A2型以前とはヘッドライトの形状や位置が異なっている。
M2A2 ODS/ODS-E - M3A2 ODS
名称のODSは"Operation Desert Storm"（砂漠の嵐作戦）を意味しており、湾岸戦争での教訓から改良が施された。1996年から運用開始。1,423両がODSへと改良された。
戦術インターネットを利用するためのアップリケ・コンピュータ、レーザー測距器（ELRF）、戦術ナビゲーション（TACNAV）、GPS レシーバー（PLGR）、デジタルコンパス（DCS）、有線誘導ミサイル妨害用にサンダース製AN/VLQ-8A電子光学妨害装置、車間情報システム（IVIS） などが追加された。また、防水スクリーンは廃止されており、水上航行能力は持たないものとなった。他にも内部のシステムや構造も大幅に改造されたが、下車戦闘チームの座席は1名増加して定員7名となり、戦闘重量は27.2トンとなった。
M2A3 - M3A3
目標捕捉能力と火器管制能力を改善するため完全デジタル化、あるいは電子機器のアップグレードが行われた。車長用独立旋回式映像装置（CIV）、TRW製コンピュータによるFBCB2戦闘指揮システム、第2世代FLIR、下車チーム用と砲塔・操縦席の平面ディスプレイも加えられた。定員はM2A2ODSから変わらず7名である。
改修は1997年より開始され、1,902両がA3にアップデートされる予定である。戦闘重量は30.4トンとなった。
M2A4 - M3A4

A3の配備後、後継計画の度重なる躓きにより24年を経過したことから、再度の大規模近代化改修が行われた。
乗員用ディスプレイの広画角化、第三世代の熱線映像、改良されたフォースXXI戦闘コマンドブリッジ、およびBelow (FBCB 2) ソフトウェア統合、ネットワーク性能強化等による状況認識機能の向上。新しい675馬力のカミンズ8気筒VTA 903ディーゼルエンジンおよび変速機、軽量履帯、サスペンションとトーションバーの刷新により地上高が380mmから510mmに増加し機動性と対地雷性が向上。攻撃力面も2目標追跡支援、ハンターキラー機能などアップグレードされている。

M2A4E1

2024年4月、ウクライナへの供与向け車両として発表された最新鋭バージョン。
イスラエル製の対ミサイルアクティブ防護システム「アイアンフィスト」が初めて採用された他、より高精細の砲手用FLIR、下車兵員の熱ストレスを防ぐための環境制御装置等が導入され、これまでで最も生存性が高まったとしている。
アメリカは現状ウクライナへ200両以上のブラッドレーを供与しているが、全数をA4E1型へ置き換えることを計画しているという

### 派生型
ウォーハンマー・ブラッドレー（Warhammer Bradley）
M2A2 ODSからの派生型で、対戦車戦闘力の向上型。搭載ミサイルをFGM-148 ジャベリンに換装し、それに併せて照準器を改修し、ISU (Integrated Sight Unit：統合照準装置) を搭載している。
これによりミサイルの発射後に命中まで誘導を必要としない“撃ち放し方式(Fire-and-Forget)”の対戦車戦闘が可能となり、対装甲攻撃力と生存性が向上した。
ただし主に徒歩兵の携行ミサイルであるジャベリンは従来のTOWに比べ小型で、最大射程は半分強ほどに短縮している。
BSFV（Bradley Stinger Fighting Vehicle：ブラッドレー・スティンガー戦闘車）
SAMを携行する歩兵（対空特技兵）の輸送と支援を行うために設計された。基本的にM2と同一の車両で、FIM-92 スティンガー（携行型地対空ミサイル）の発射機1基と予備弾4発を搭載し、乗車兵員はスティンガーを運用する射撃班員2名のみとなっている。
M6 ラインバッカーが開発されると置き換えが進められ、既存のBSFVはM6に改装されるか通常の仕様に再改修された。
ブラッドレー工兵支援車（Bradley Engineer Support Vehicle）
工兵隊を輸送・支援するために一部仕様を変更した車両で、予備弾薬を最低限とし、工兵支援用の各種機材を搭載している。
ブラッドレー戦闘指揮車（Bradley Battle Command Vehicle）
旅団から中隊規模の部隊の指揮官が搭乗して最前線で戦闘指揮を行うための車両で、予備弾薬を必要最小限に減らし、無線機と航法／地図表示装置の増設、戦術作戦指揮所(Tactical Operations Center(TOC)と接続するためのデジタル情報通信システムの搭載に充てている。

#### M6 ラインバッカー（M6 Linebacker）

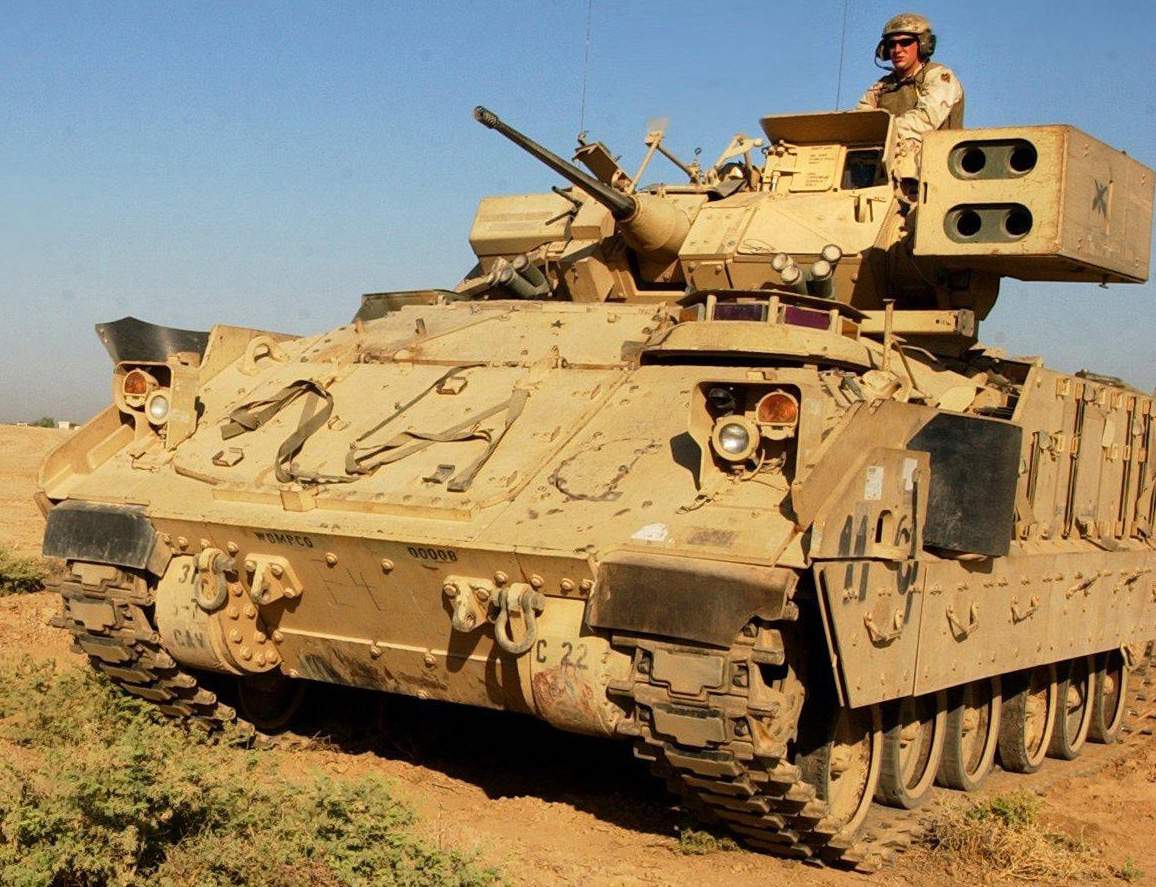
M6 ラインバッカー

M2A2 ODSの派生型で、BSFVを元に対空戦闘能力を強化したもの。対戦車ミサイルを対空ミサイルに変更して砲塔左側面のTOW対戦車ミサイル発射機をFIM-92 スティンガー地対空ミサイルの4連装発射機に変更し、同ミサイル用の照準装置とIFF（敵味方識別装置）を追加装備している。ただし、対空捜索レーダーや本格的な対空戦闘用の火器管制装置などは搭載されておらず、主砲も同軸機関銃も特に対空用としての発射速度の向上などはなされていない。
乗員は4名（車長、砲手、操縦手、対空ミサイル装填手）となり、兵員室はスティンガーミサイルおよび25mm機関砲の予備弾庫とされ、原則として固有乗員以外の兵員を乗車させることは考えられていない。
1997年11月までに引き渡された第1次製造分を始めとして1999年から総計99両がM2より改造されて配備されたが、2005年から2006年にかけて、ほとんどのM6はスティンガー用ミサイルランチャーを取り外してM2 ODSの仕様に戻す改修が行われた。
なお、2017年にはアメリカ軍はブラッドレー対空型の再配備を検討していると報じられた。

#### M7 ブラッドレーFISTV（M7 Bradley Fire Support Team Vehicle, M7 BFIST, M3A3 BFIST）

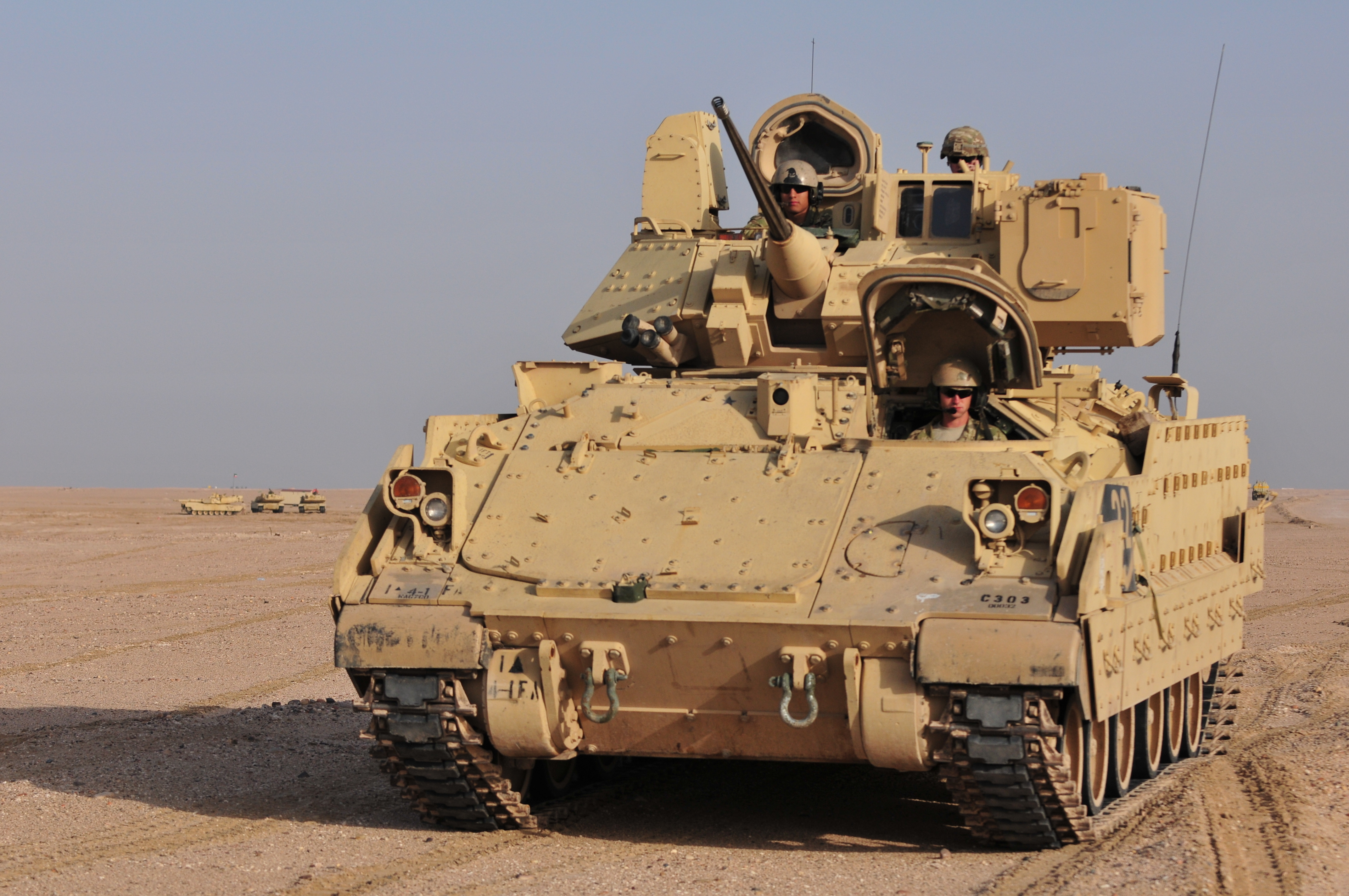
M3A3 ブラッドレーFISTV

既存のM981 FISTVを更新するため、ブラッドレーをFSV（火力支援車、観測車両）に改修したもの。砲塔左側面のTOW対戦車ミサイル発射機を最大20kmの範囲で目標の評定と指示が可能なFS3(Fire Support Sensor System)射撃管制指示装置のセンサーポッドに変更し、慣性航法装置、コトロールパネルと目標指示システムなどが追加されている。
初期仕様車M7 BFISTの改修はM2A2 ODS又はM3A2 ODSをベースに行われ、量産車は2000年代初頭から部隊配備が開始された。その後、陸軍では既存のM3A3をベースにした改修計画も進められ、これは当初M7A1 BFISTと呼ばれたが、改めてM3A3 BFISTと呼ばれるようになった。

### 車体流用による派生型
MLRS
ブラッドレーの車体の基本設計はM270多連装ロケットシステム発射機に利用されている。

M4 C2V(CCV) （Command and Control Vehicle）
M270の車体コンポーネントを流用し開発された指揮車両。車体とキャビンを共用した野戦救急搬送／医療処置車(Armored Treatment and Transport Vehicle (ATTV)としても開発計画が進められていた。
M577/M1068 コマンドポストの後継として開発され、ATTV型と併せて試作車が製作されたが、量産には至らなかった。
FAADS
アメリカ軍においてM48 チャパラル 近距離防空システムの後継として開発された前線防空ミサイルシステムであるADATSの搭載車両として"FAADS(Forward Area Air-Defense System. 前線防空システム)"搭載車として砲塔の代わりに4連装x2のミサイル発射筒を搭載したもの。25mmチェーンガンを縦列搭載した複合型も開発された。しかし、アメリカ軍はADATSを採用したものの導入しなかったため、搭載車両も試作車が製作されたのみである。
LOSAT SP-Launcher
砲塔を撤去し、兵員室部分にLOSAT 高速ミサイルシステムの発射装置を搭載した試作車。最終的にはLOSATシステムの搭載車にはM1114装甲強化型ハンヴィーが選定され、LOSAT自体も開発採用がキャンセルされたため、試作のみに終わった。
この他、M2のコンポーネントはM8 AGS空挺戦車やM109 155mm自走榴弾砲、AMPV装甲車などと共有化されている。

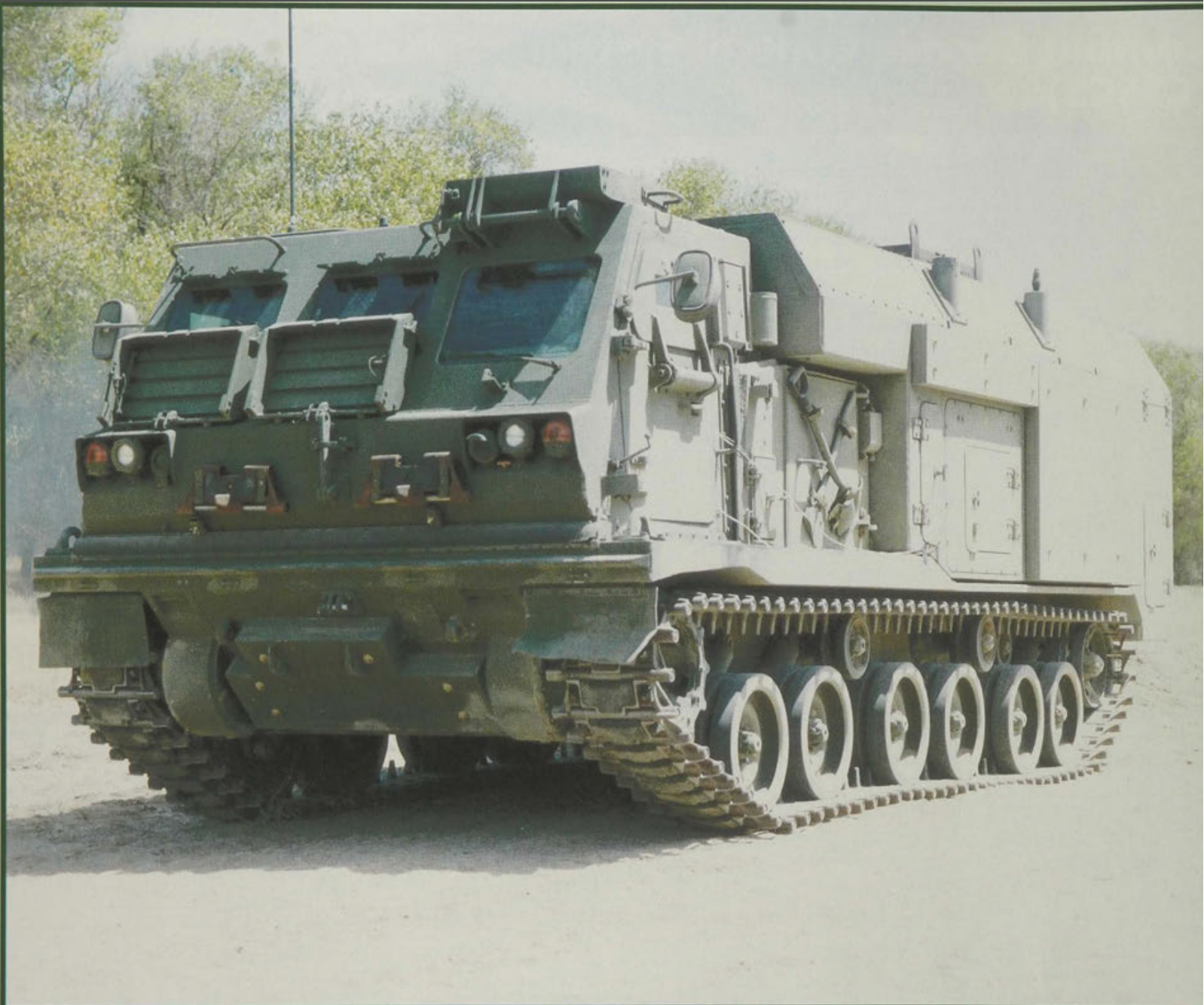
M4 C2V
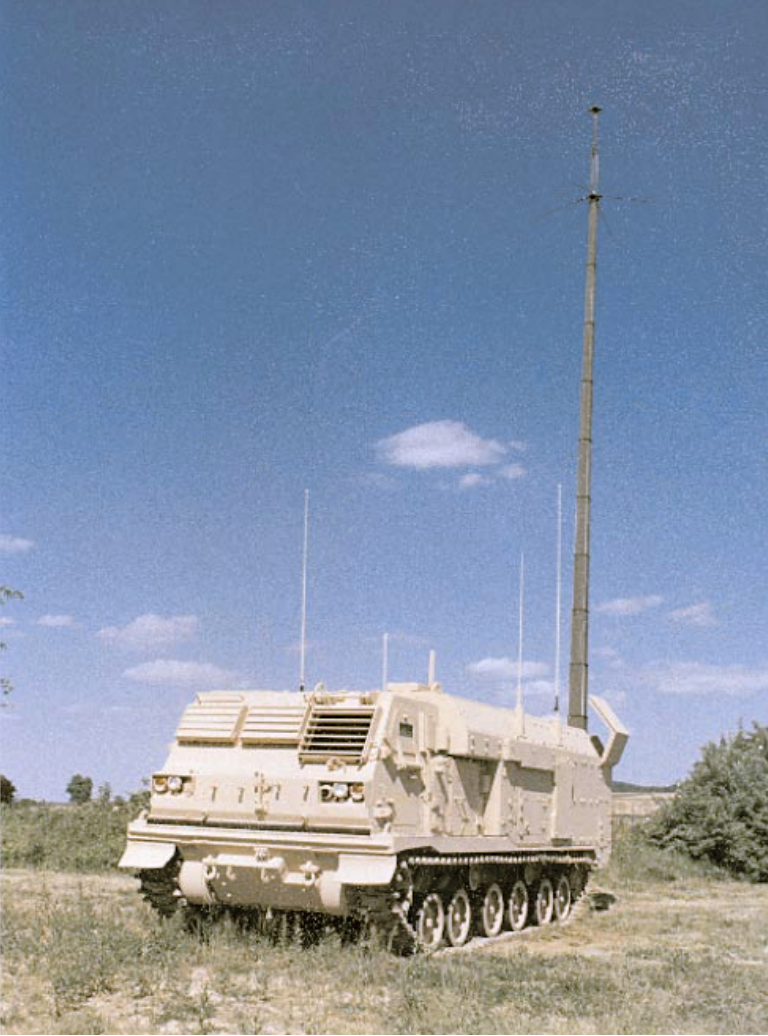
アンテナポストを展開したM4 C2V(CCV)
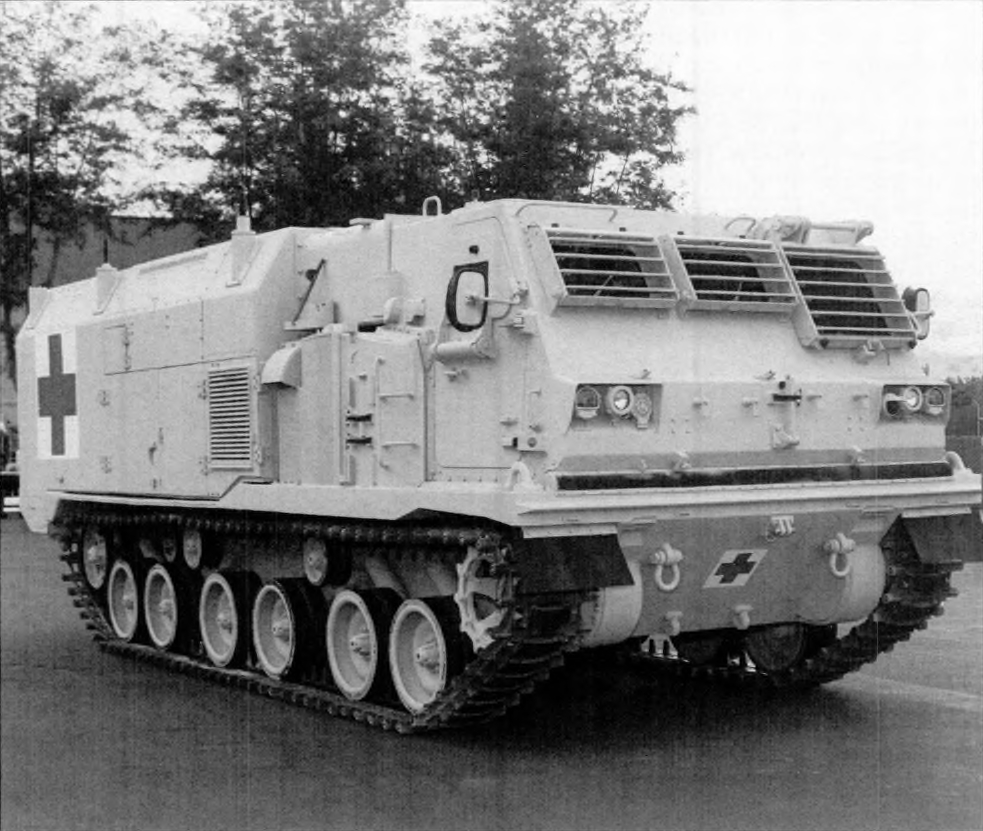
Armored Treatment and Transport Vehicle (ATTV)型の試作車両
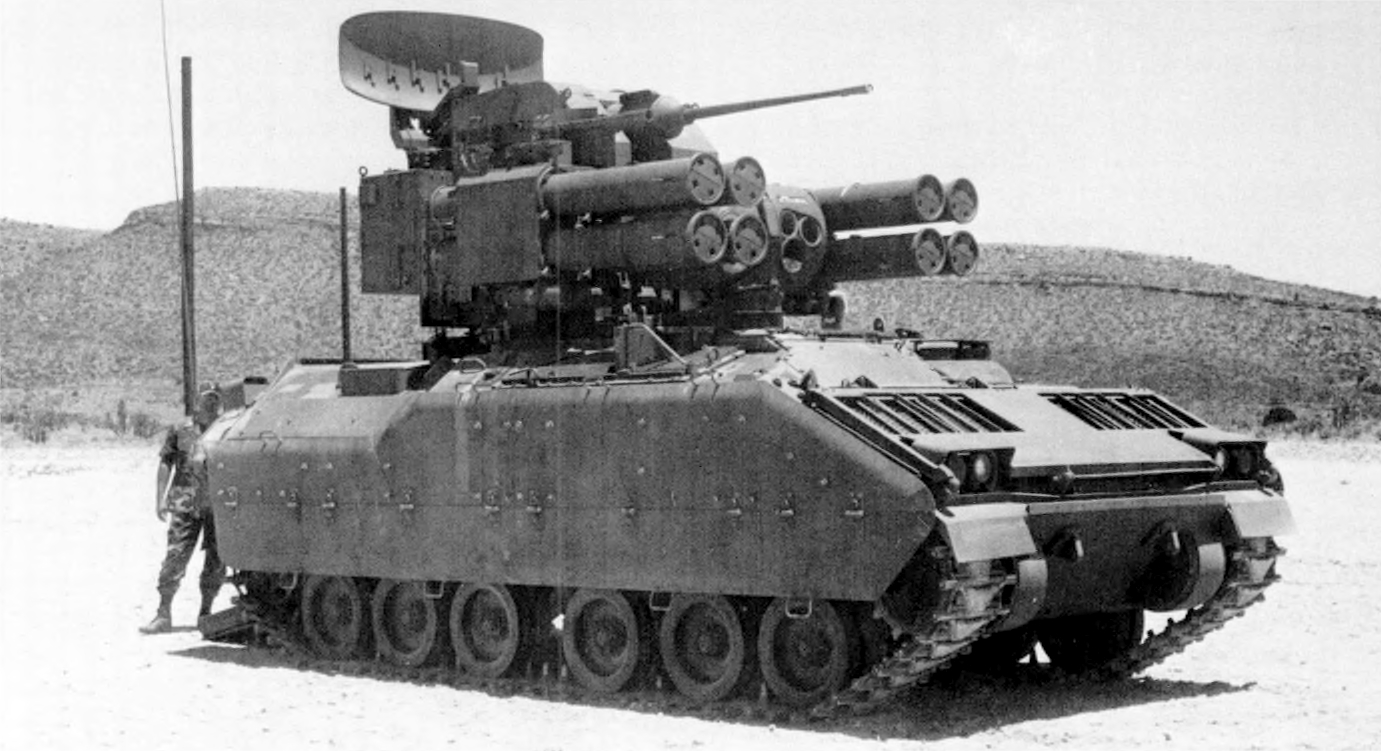
FAADS 機関砲複合型
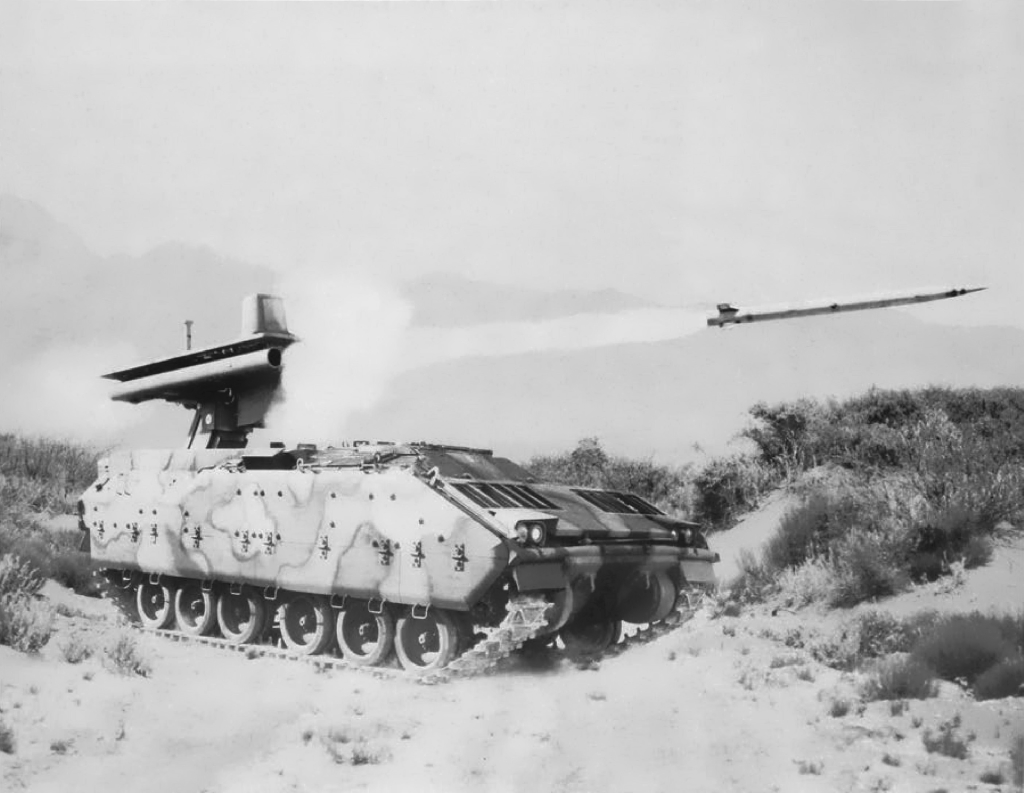
LOSAT SP-Launcher

### 砲塔流用による派生型
EIFV
M113装甲兵員輸送車の車体を延長し、M2ブラッドレーの砲塔を搭載した歩兵戦闘車。ユナイテッド・ディフェンス社(現在のBAE システムズ・ランド・アンド・アーマメンツ)がエジプト陸軍向けに開発した。既存のM113からの改修コストは1台あたり約31万USドルで、これはM2ブラッドレー1台の単価の約1/10である。

ACV-S
M113装甲兵員輸送車の発展型であるAIFVの車体を延長したトルコ陸軍向けの装甲車シリーズで、EIFVを開発したユナイテッド・ディフェンスと、トルコのFNSS ディフェンス・システムズの共同開発。M2ブラッドレーの砲塔を搭載した車種もシリーズ化されている。

## 運用国
- アメリカ合衆国 - 6,230台[24]
- サウジアラビア - 400台[25]
- レバノン - 2024年時点で、レバノン陸軍が32両のM2A2を保有している[26][25]。
- ウクライナ - 186台(アメリカからの供与)

### 調達予定国
- クロアチア - 1億9,640万ドルで89両を調達予定[27]。2023年12月に第一陣がクロアチアに到着しており、オーバーホールの後、2026年までに運用開始予定となっている[28]。

### 採用検討国
- ギリシャ - 2023年現在、アメリカから350両を中古購入することを検討[29]。

## 登場作品

### 映画
『FLU 運命の36時間』
韓国陸軍の車両として登場。H5N1ウイルス蔓延により隔離された盆唐区の高速道路を封鎖している。実際の韓国陸軍は本車を装備していないが、K21歩兵戦闘車などの韓国陸軍の装甲車両と同じ塗装が施されている。
『アパッチ』
アメリカ陸軍の車両が登場。主人公が利き目の矯正のためにハンヴィーを運転する基地内を走行しており、危うく衝突しそうになる。
『トランスフォーマー/リベンジ』
アメリカ陸軍の車両が登場。終盤にて、対ディセプティコン特殊部隊「NEST」をM1エイブラムスなどとともに援護する。
『トリプルX ネクスト・レベル』
中盤のクライマックスで、航空母艦（作中の設定ではインディペンデンス (CV-62)となっているが実際はホーネット (CV-12)で撮影されている）の格納庫に揃えられた車両の一つとして登場。M113装甲兵員輸送車を改造したもので、実物のM2と異なり操縦席ハッチが右側にある。このレプリカ車両は他にもいくつかの作品に登場している。
『ペンタゴン・ウォーズ/暴かれた陰謀』
1998年に製作された、ペンタゴンで行われている兵器開発の問題点についてをテーマにしたテレビ映画。M2 ブラッドレー歩兵戦闘車の開発にまつわる腐敗など、実話に基づいて描かれている。
作品の内容上、アメリカ軍の撮影協力が得られなかったため、作中に登場するM2はM41軽戦車系列の車両の走行装置を流用して製作されたレプリカ車両で、実物のM2とは転輪の間隔が異なっていることで識別できる。
『マン・オブ・スティール』
アメリカ陸軍の車両がスーパーマンの捕縛、ゾッド将軍への引き渡しの際に登場する。

### 漫画
『機動戦士ガンダム オペレーション:トロイ』
地球連邦軍歩兵戦闘車として61式戦車 (ガンダムシリーズ)やM1A2主力戦車と共に登場。開戦初日からザクⅡの120mmマシンガンになす術もなく撃破される他、友軍のMLRSの巻き添えになるなど日々大隊規模の大きな損失を出す。マゼラアタックに対してはTOW対戦車ミサイルで破損させ、飛翔したマゼラトップを機関砲で撃墜するという組み合わせで多くを撃退するが、時に撃ち漏らすなどして失敗し大敗を期すことも多い。
『続・戦国自衛隊』
戦国時代にタイムスリップしたアメリカ海兵隊の装備として登場。関ヶ原の戦いにて、西軍に味方する自衛隊に対して使用され、96式装輪装甲車を撃破するなどの打撃を与えるも、遅れて参戦してきた90式戦車の活躍によって大半が破壊される。その後、岡崎の山中に設けられていた米軍キャンプに1両駐車していたが、キャンプを襲撃してきた自衛隊に破壊されてしまい、これ以降は登場しない。
ちなみに実際のアメリカ海兵隊はブラッドレーを装備していない。

### 小説
『WORLD WAR Z』
アメリカ軍の所属車両が登場。ヨンカーズの戦いに投入される。
現実と異なり、TOWミサイルではなくFOTTを搭載している。
『五分後の世界』
日本に駐留する国連軍の装備としてM3が登場。アンダーグラウンドのトンネルを数台で攻撃するが、準国民兵士のM72 LAWやアンダーグラウンド兵士のグレネードランチャーによって多数が撃破される。作中ではヘリで空輸される描写がある。
『中国完全包囲作戦』（文庫名：『中国軍壊滅大作戦』）
第1機甲師団所属のM2A3搭載のTOW 3で紅軍所属の99式戦車を多数撃破する。

### ゲーム
『ARMA 2』
独立拡張パック"Operation Arrowhead"にM2・A3・M6の各タイプが登場し、プレイヤーやAIが操作可能。
『HOMEFRONT』
アメリカ陸軍の車両として登場。
『METAL WOLF CHAOS』
アメリカ軍の装備として、A2と架空のモデルのM2A10が登場。
『Operation Flashpoint: Cold War Crisis』
アメリカ軍陣営で使用可能な歩兵戦闘車としてM2A2が登場する。
『The Last of Us』
米陸軍所属だったと思しき複数の車両が、ボストンの隔離地域外部や廃墟化したピッツバーグなどの路上に放棄された状態で登場。いずれも完全に破壊されており、操縦することは出来ない。なお続編のシステムを元にしたフルリメイク版『The Last of Us Part I』では、3Dモデルを続編から流用したためかM1エイブラムス戦車に変更されている。
『Wargame Red Dragon』
NATO陣営のアメリカ軍デッキで使用可能な歩兵戦闘車としてM2と迷彩を施したM2A1・M2A2・M3・M3A1・M3A2が登場する。
『WarRock』
一部のステージでしか登場しない。武装は実車同様に、M242 ブッシュマスター 25mm機関砲とTOW II対戦車ミサイル。
『War Thunder』
アメリカ陸軍の車両としてM3が登場。プレイヤーが操作可能。
『World in Conflict』
米軍の戦闘車両として登場。シナリオでは序盤などで多用することになる。
『凱歌の号砲 エアランドフォース』
日本を占拠したアメリカ陸空軍の車両として登場。プレイヤーも購入して使用できる。
『コール オブ デューティシリーズ』
『CoD4』
マルチプレイの一部マップにオブジェクトとして置いてある。
『CoD:MW2』
Act II「自らの意思」において、ワシントンモニュメント近辺を防衛する米陸軍の車両として登場。主人公たちの突入路をこじ開けるため、建物に陣取るロシア軍兵士らに機関砲で掃射を行う。
『CoD:MW3』
マルチプレイの一部マップにオブジェクトとして残骸が置いてある。
『CoD:MW』
「狩りの時間」で米陸軍の車両が登場。アル・カターラの占拠した病院に向けてAH-64と共に機銃掃射を行い､海兵隊と共に前進するも､敵の放ったRPG-7によって破壊される。「ファーネスの中へ」では反乱軍に提供された車両が登場。ロシア軍の毒ガス工場攻撃に用いられ、友軍侵入の突破口を開くがロシア兵の放ったRPGによって破壊される。マルチプレイではキルストリーク又はグランドウォーモードにて操縦可能。
『CoD:MWII』
マルチプレイの「インベージョン」、「グランドウォー」モードにて「軽戦車」と言う名で登場。こちらもプレイヤーが操縦可能。
『CoD:MWIII』
MWIIに引き続きマルチプレイの上記モードにて同名で操縦可能。

『戦闘国家シリーズ』
アメリカの基本装備として組み込まれる。
『大戦略シリーズ』
M2・M3・M6がアメリカの基本装備として組み込まれる。
『バトルフィールドシリーズ』
『BF2』
USMCおよびEUの対空車両としてM6 ラインバッカーが登場する。
『BF2MC』
USMCの対空車両としてM6 ラインバッカーが登場する。
『BFBC』
米軍の歩兵戦闘車としてM3A3が登場する。
『BFBC2』
マルチプレイにてM3A3が登場する。砂漠塗装と雪上塗装タイプがある。

『マーセナリーズ』
国連軍の歩兵戦闘車としてM3が「M3 APC」の名称で登場する。
『マーセナリーズ2 ワールド イン フレームス』
「ステートマンIFV」という名称でM2が登場する。